# Лейтон, Майкл
Майкл Лейтон (англ. Michael Leighton; род. 19 мая 1981, Петролия, Онтарио) — канадский хоккеист, вратарь. В настоящее время является игроком клуба АХЛ «Сиракьюз Кранч».

## Карьера
3 апреля 2013 года «Филадельфия Флайерз» обменяла Майкла Лейтона и выбор в третьем раунде драфта 2015 года в «Коламбус Блю Джекетс» на вратаря Стива Мейсона.
В сезоне 2013/14 выступал в КХЛ в составе донецкого «Донбасса». В регулярке сыграл 42 встречи, в плей-офф — 8 игр. В мае 2014 года подписал однолетний контракт с новичком КХЛ, клубом «Сочи», но вскоре расторг его из-за болезни. В августе 2014 года заключил годовой двухсторонний контракт с «Чикаго Блэкхокс», выступающего в НХЛ.
Титулы и достижения:
- Вошёл в символическую сборную новичков АХЛ сезона 2001—2002
- Игрок месяца в АХЛ в сезоне 2001—2002
- Участник матча звезд АХЛ в сезоне 2007—2008
- Алдедж "Баз" Бастьен Мемориал Эворд 2007—2008

## Финалист Кубка Стэнли 2010
В 2010 году участвовал в финале Кубка Стэнли в составе «Филадельфии Флайерс»; это противостояние «Филадельфия» проиграла бывшей команде Лейтона «Чикаго Блэкхокс» со счетом 4-2.

## Рекорды
- Самое большое количество выигранных матчей в АХЛ — 78 матчей («Норфолк Эдмиралс»)
- 18 сухих матчей рекорд сезона («Норфолк Эдмиралс»)
- Первый вратарь в истории «Чикаго Блэкхокс», не пропустивший ни одной шайбы в дебютном матче